# Johann Nepomuk von Pelkhoven
Johann Nepomuk Freiherr von Pelkhoven (Pelkoven, Pelkofen, Pelkhofen, Pelckhofen) (* 1. Januar 1763 in Straubing; † 12. Juli 1830 in Teising) war ein königlich-bayerischer Kreisschulrat und Regierungsrat.

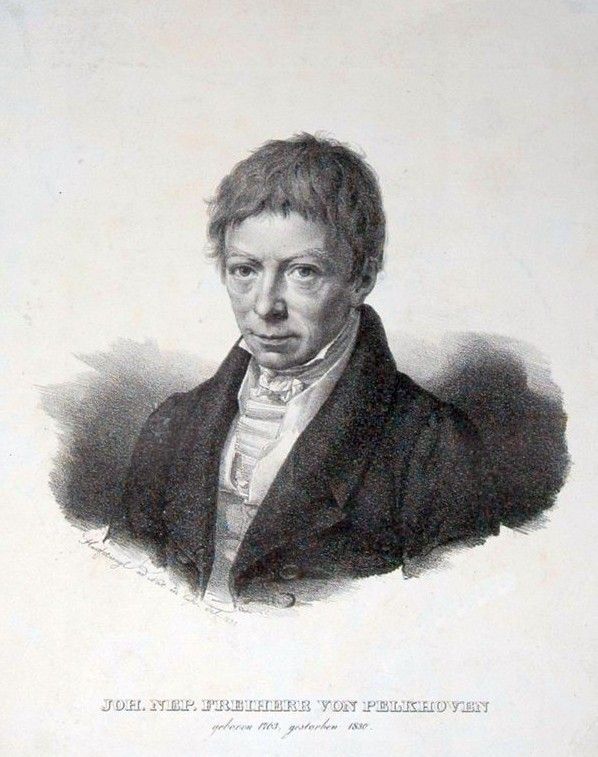
Johann Nepomuk Freiherr von Pelkhoven

## Leben

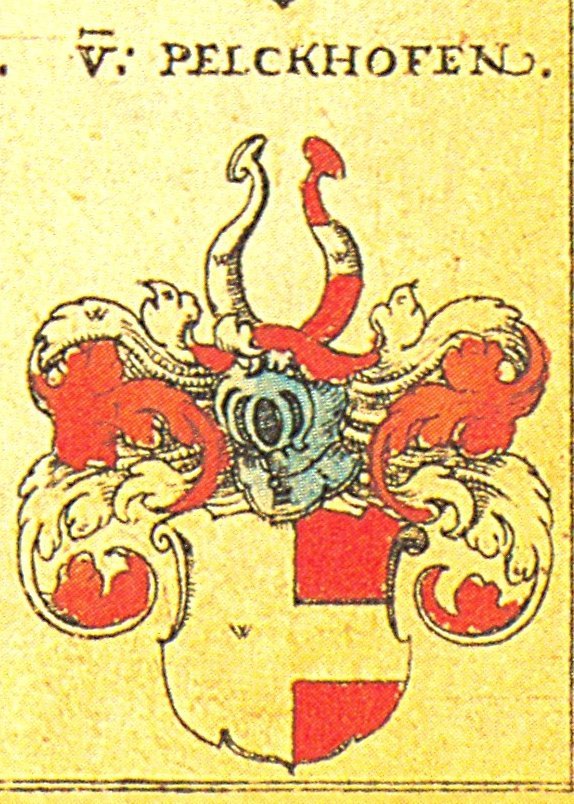
Wappen derer von Pelckhofen (Pelkoven)

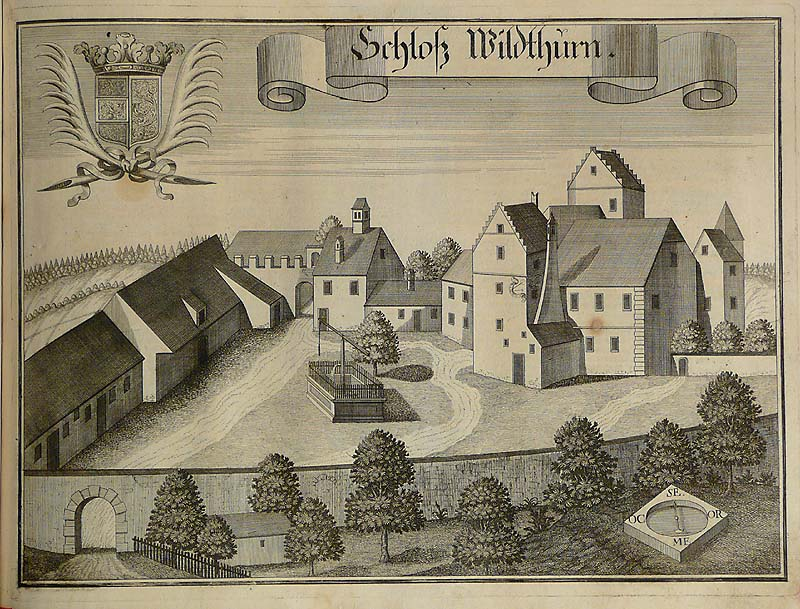
Stich von Michael Wening: Schloß Wildthurn

Sein Vater war Regierungsrat Johann Nepomuk Freiherr von Pelkhoven und seine Mutter Maria Anna Freiin von Boslarn. Von 1783 bis 1785 studierte er Jura an der Universität Ingolstadt. 1785 wurde sein Eintrittsgesuch in den Staatsdienst abgelehnt wegen der Zugehörigkeit zum Illuminatenorden. Pelkhovens Ordensname war Alcinous. 1789 wurde er doch in den Staatsdienst als Regierungsrat aufgenommen.
1799 starb seine erste Ehefrau Therese Freiin von Geböckh die ihm vier Kinder gebar. 
Seiner zweiten Ehe 1801 mit Hyacinthe von Spreti (1777–1828) entsprangen neun Kinder.
1802 schied er wieder aus dem Staatsdienst aus und widmete sich der Bewirtschaftung seiner Güter in Wildthurn bei Landau an der Isar. 1805–1813 war er des Öfteren in besonderen Missionen unterwegs. 1818 erfolgte die Wiedereinstellung in den Staatsdienst als Kreisschulrat in Passau. In diesem Jahr wurde er auch Abgeordneter in der Ständeversammlung.
1825 wurde er in den Ruhestand versetzt, verkaufte seinen Besitz in Wildthurn und zog in sein kleineres Landgut Teising.
Freiherr von Pelkhoven starb 1830 an Leberentzündung.

## Schriften
- Ueber Fassionen[5] und direkte Auflagen, 1808, (Digitalisat)
- Ueber die Justiz-Verwaltung auf dem Lande, 1811, (Digitalisat)
- Über das baierische Staatslotterie-Anlehen, 1812, (Digitalisat)
- Ueber die Bildung der Landgemeinden und die Arrondirung der gutsherrlichen Gerichtsbarkeit in Baiern, Straubing 1813, (Digitalisat)
- Versuche in Dichtkunst und Prose, Straubing 1818, Verlag Schmidt, (Digitalisat)
- Ueber die Gewerbe in Baiern, aus einem höhern Standpunkte betrachtet, oder: über die Folgen einer unbeschränkten Gewerbe- und Handelsfreyheit, München 1818, (Digitalisat)